# Triticum fungicidum
Triticum fungicidum är en gräsart som beskrevs av Petr Michajlovitj Zjukovskij. Triticum fungicidum ingår i släktet veten, och familjen gräs. Inga underarter finns listade i Catalogue of Life.